# Childhood’s End (Album)
Childhood’s End (Untertitel: Lost & Found From the Age of Aquarius) ist ein Album der norwegischen Band Ulver. Es erschien am 28. Mai 2012 bei Kscope und enthält Coverversionen von Rock-Songs der späten 1960er Jahre.

## Entstehung und Veröffentlichung
Sänger und Komponist Kristoffer Rygg kam nach eigenen Angaben in seiner Kindheit durch seine Eltern mit dieser Musik in Berührung. Sein anhaltendes Interesse daran habe ihn zu diesem Coveralbum inspiriert.
Die Stücke wurden im Herbst 2008 und im Sommer 2011 in den Osloer Crystal Canyon Studios aufgenommen. Eine Reihe von Gastmusikern wirkte bei den Aufnahmen mit: Sisi Sumbundu und Ingvild Langgård (Gesang), Espen Jørgensen, Alexander Kloster-Jensen und Trond Mjøen (Gitarre), Lars Christian Folkvord und Mats Engen (Bass), Anders Møller (Tamburin und Shaker), Thomas Pettersen und Lars Pedersen (Schlagzeug). Anders Møller mischte das Album im Aufnahmestudio ab, Jaime Gomez Arellano masterte es in den Londoner Orgone Studios.
Anlässlich eines Auftritts von Ulver beim Roadburn Festival im April 2012 wurde sechs Wochen vor Erscheinen des Albums die Coverversion von The Electric Prunes’ I Had Too Much to Dream Last Night auf der Roadburn-EP veröffentlicht. (Ein Mitschnitt des Auftritts selbst erschien ein Jahr später als Live at Roadburn – Eulogy for the Late Sixties.) Zur Coverversion von The Beau Brummels’ Magic Hollow wurde ein Promovideo produziert, bei dem Justin Oakey Regie führte. Für das Titel-Artwork des Albums wurde eine Fotografie von Hoang Van Danh verwendet, die dieselbe Szene wie Nick Úts berühmte Fotografie aus dem Vietnamkrieg zeigt.

## Titel und Original-Künstler
1. Bracelets of Fingers (The Pretty Things) – 4:11
2. Everybody’s Been Burned (The Byrds) – 3:25
3. The Trap (Bonniwell’s Music Machine) – 2:33
4. In the Past (The Chocolate Watchband) – 2:54
5. Today (Jefferson Airplane) – 3:20
6. Can You Travel in the Dark Alone (Gandalf) – 4:01
7. I Had Too Much to Dream Last Night (The Electric Prunes) – 2:53
8. Street Song (13th Floor Elevators) – 5:14
9. 66-5-4-3-2-1 (The Troggs) – 3:22
10. Dark Is the Bark (The Left Banke) – 4:02
11. Magic Hollow (The Beau Brummels) – 3:15
12. Soon There Will Be Thunder (Common People) – 2:26
13. Velvet Sunsets (Music Emporium) – 2:43
14. Lament of the Astral Cowboy (Curt Boettcher) – 2:13
15. I Can See the Light (Les Fleur De Lys) – 3:13
16. Where Is Yesterday (The United States of America) – 3:58

## Stil
Da Ulver auf Childhood’s End ältere Rock-Songs covern, treten die elektronischen und experimentellen Arrangements der vorigen Alben hier zugunsten einer eher herkömmlichen Instrumentierung mit Gitarre, Bass, Schlagzeug und Keyboard in den Hintergrund. Zum Vorschein kommen nun Elemente aus verschiedenen Retro-Stilen wie Folk-Rock, Garage Rock, Psychedelic Rock, Psychobilly oder Dream Pop.

## Rezeption
„Die Idee besitzt Charme, allerdings ist das Endresultat diskussionswürdig. […] Die Songs klingen geschmeidig produziert, sind aber relativ austauschbar.“

„Insgesamt ist, und das ist die größte Leistung dieses Werkes, ‚Childhood's End‘ klanglich sehr durchdacht, disparat und dennoch wie aus einem Guss ausgefallen. Die Stücke werden allesamt überzeugend und ansprechend dargeboten und sind weder anbiedernd noch effekthascherisch, was dem Hörgefühl sehr entgegenkommt. Einziger Mangel, den ich ausmachen kann, sind die zeitweilig etwas überdrehten und undefinierbaren Sounds von irgendeinem undefinierbaren Klangkörper zwischen Gitarre und Keyboard […].“

„ULVER schaffen es […], eine feine Balance zwischen kindlicher Unbeschwertheit, Sorglosigkeit und jugendlichem Abenteuerdrang auf der einen Seite, Sehnsucht nach eben diesen wohlbekannten, mit dem Alter aber unwiederbringlichen Gefühlen auf der anderen Seite, zu erzeugen und damit den Albumtitel perfekt umzusetzen.“

„Einige bereits geschriebene Besprechungen zu ‚Childhood's End‘ stellen am Ende die Frage, wer denn ein solches Coveralbum brauche, da es die Originale nahezu unangetastet lasse. Meine Antwort lautet: Ich und ganz viele andere, weil – Cover hin oder her – jeder Song eine ULVER-Seele hat und der empathische Umgang mit wunderbaren Original-Stücken die Qualität des Albums allenfalls noch erhöht. […] Abstauben und modernisieren, ohne den Kern zu beschädigen, gleichzeitig eine eigene Note – durch Stimme und sanfte Änderungen – hinzufügen: ein monumentaler Arbeitsauftrag. ULVER haben ihn zu 100 Prozent erfüllt und – zumindest bei mir – ihr Ziel erreicht. Zum einen ist ihnen ein exzellentes und umfangreiches (Pop)Album gelungen, zum anderen machen die Songs wirklich Lust zum Stöbern nach den Originalen auf YOUTOUBE etc.“

„Die knappe Stunde lässt sich gut hin- oder eben auch weghören, ist musikalisch patent, man kann lässig dazu kiffen oder trinken oder Männchen malen - aber letztlich fühle zumindest ich mich nicht bereit, dieser Band weiterhin zu folgen.“